# Seznam dílů seriálu Perníkový táta

Logo seriálu

Toto je seznam dílů seriálu Perníkový táta. Americký televizní dramatický seriál Perníkový táta (v originále Breaking Bad) byl vytvořen Vincem Gilliganem a vysílán od roku kabelovou televizí AMC.

## Přehled řad
| Řada | Díly        | Premiéra v USA    | Premiéra v USA  | Vydání na DVD      | Vydání na DVD      | Vydání na DVD      | Premiéra v ČR   | Premiéra v ČR     | Vydání na Blu-ray  | Vydání na Blu-ray  |
| Řada | Díly        | První díl         | Poslední díl    | Region 1           | Region 2           | Region 3           | První díl       | Poslední díl      | Region A           | Region B           |
| ---- | ----------- | ----------------- | --------------- | ------------------ | ------------------ | ------------------ | --------------- | ----------------- | ------------------ | ------------------ |
| 1    | 7           | 20. ledna 2008    | 9. března 2008  | 24. února 2009     | 14. prosince 2009  | 8. července 2009   | 14. ledna 2011  | 25. února 2011    | 16. března 2010    | 2. listopadu 2011  |
| 2    | 13          | 8. března 2009    | 31. května 2009 | 16. března 2010    | 26. července 2010  | 8. února 2010      | 25. února 2011  | 9. dubna 2011     | 16. března 2010    | 2. listopadu 2011  |
| 3    | 13          | 21. března 2010   | 13. června 2010 | 7. června 2011     | 19. května 2011    | 24. listopadu 2011 | 7. ledna 2013   | 1. dubna 2013     | 7. června 2011     | 2. listopadu 2011  |
| 4    | 13          | 17. června 2011   | 9. října 2011   | 5. června 2011     | 22. března 2012    | 28. března 2012    | 11. srpna 2013  | 4. listopadu 2013 | 5. června 2012     | 13. června 2012    |
| 5    | 8 (1. část) | 15. července 2012 | 2. září 2012    | 4. června 2013     | 3. června 2013     | 6. června 2013     | 19. května 2014 | 28. května 2014   | 4. června 2013     | 3. června 2013     |
| 5    | 8 (2. část) | 11. srpna 2013    | 29. září 2013   | 26. listopadu 2013 | 25. listopadu 2013 | 28. listopadu 2013 | 29. května 2014 | 8. června 2014    | 26. listopadu 2013 | 25. listopadu 2013 |

## Seznam dílů
Mnohé díly byly v Česku vysílány kolem půlnoci. Seznam zachycuje kalendářní začátek vysílání podle televizního programu.

### První řada (2008)
| Č. v seriálu | Č. v řadě | Původní název                 | Český název               | Režie          | Scénář         | Premiéra v USA | Premiéra v ČR  |
| ------------ | --------- | ----------------------------- | ------------------------- | -------------- | -------------- | -------------- | -------------- |
| 1            | 1         | Pilot                         | Cizí neštěstí             | Vince Gilligan | Vince Gilligan | 20. ledna 2008 | 14. ledna 2011 |
| 2            | 2         | Cat's in the Bag...           | Kočka v pytli             | Adam Bernstein | Vince Gilligan | 27. ledna 2008 | 21. ledna 2011 |
| 3            | 3         | ...And the Bag's in the River | ... a pytel je v řece     | Adam Bernstein | Vince Gilligan | 10. února 2008 | 28. ledna 2011 |
| 4            | 4         | Cancer Man                    | Muž s rakovinou           | Jim McKay      | Vince Gilligan | 17. února 2008 | 4. února 2011  |
| 5            | 5         | Gray Matter                   | Šedá hmota                | Tricia Brock   | Patty Lin      | 24. února 2008 | 11. února 2011 |
| 6            | 6         | Crazy Handful of Nothin       | Prázdné ruce              | Bronwen Hughes | George Mastras | 2. březen 2008 | 18. února 2011 |
| 7            | 7         | A No-Rough-Stuff-Type Deal    | Mělo by to být bez násilí | Tim Hunter     | Peter Gould    | 9. března 2008 | 25. února 2011 |

### Druhá řada (2009)
| Č. v seriálu | Č. v řadě | Původní název      | Český název         | Režie             | Scénář                      | Premiéra v USA  | Premiéra v ČR   |
| ------------ | --------- | ------------------ | ------------------- | ----------------- | --------------------------- | --------------- | --------------- |
| 8            | 1         | Seven Thirty-Seven | 737                 | Bryan Cranston    | J. Roberts                  | 8. března 2009  | 25. února 2011  |
| 9            | 2         | Grilled            | Na rožni            | Charles Haid      | George Mastras              | 15. března 2009 | 4. března 2011  |
| 10           | 3         | Bit by a Dead Bee  | Bodnutí mrtvé včely | Terry McDonough   | Peter Gould                 | 22. března 2009 | 4. března 2011  |
| 11           | 4         | Down               | Na dně              | John Dahl         | Sam Catlin                  | 29. března 2009 | 11. března 2011 |
| 12           | 5         | Breakage           | Ztratné             | Johan Renck       | Moira Walley-Beckett        | 5. dubna 2009   | 11. března 2011 |
| 13           | 6         | Peekaboo           | Schovávaná          | Peter Medak       | J. Roberts a Vince Gilligan | 12. dubna 2009  | 18. března 2011 |
| 14           | 7         | Negro y Azul       | Černá a modrá       | Felix Alcala      | John Shiban                 | 19. dubna 2009  | 18. března 2011 |
| 15           | 8         | Better Call Saul   | Radši volejte Saula | Terry McDonough   | Peter Gould                 | 26. dubna 2009  | 25. března 2011 |
| 16           | 9         | 4 Days Out         | 4 dny volna         | Michelle MacLaren | Sam Catlin                  | 10. května 2009 | 26. března 2011 |
| 17           | 10        | Over               | Je to za námi       | Phil Abraham      | Moira Walley-Beckett        | 10. května 2009 | 2. dubna 2011   |
| 18           | 11        | Mandala            | Mezi nebem a zemí   | Adam Bernstein    | George Mastras              | 17. května 2009 | 2. dubna 2011   |
| 19           | 12        | Phoenix            | Znovuzrození        | Colin Bucksey     | John Shiban                 | 24. května 2009 | 9. dubna 2011   |
| 20           | 13        | ABQ                | Albuquerque         | Adam Bernstein    | Vince Gilligan              | 31. května 2009 | 9. dubna 2011   |

### Třetí řada (2010)
| Č. v seriálu | Č. v řadě | Původní název      | Český název       | Režie             | Scénář                            | Premiéra v USA  | Premiéra v ČR   |
| ------------ | --------- | ------------------ | ----------------- | ----------------- | --------------------------------- | --------------- | --------------- |
| 21           | 1         | No Mas             | Už ne             | Bryan Cranston    | Vince Gilligan                    | 21. března 2010 | 7. ledna 2013   |
| 22           | 2         | Caballo sin Nombre | Kůň beze jména    | Adam Bernstein    | Peter Gould                       | 28. března 2010 | 13. ledna 2013  |
| 23           | 3         | I.F.T.             | S.S.T.            | Michelle MacLaren | George Mastras                    | 4. dubna 2010   | 21. ledna 2013  |
| 24           | 4         | Green Light        | Zelené světlo     | Scott Winant      | Sam Catlin                        | 11. dubna 2010  | 28. ledna 2013  |
| 25           | 5         | Más                | Už zase           | Johan Renck       | Moira Walley-Beckett              | 18. dubna 2010  | 3. února 2013   |
| 26           | 6         | Sunset             | Západ slunce      | John Shiban       | John Shiban                       | 25. dubna 2010  | 11. února 2013  |
| 27           | 7         | One Minute         | Osudová minuta    | Michelle MacLaren | Thomas Schnauz                    | 2. května 2010  | 18. února 2013  |
| 28           | 8         | I See You          | Vidím tě          | Colin Bucksey     | Gennifer Hutchison                | 9. května 2010  | 25. února 2013  |
| 29           | 9         | Kafkaesque         | Kafkárna          | Michael Slovis    | Peter Gould a George Mastras      | 16. května 2010 | 4. března 2013  |
| 30           | 10        | Fly                | Moucha            | Rian Johnson      | Sam Catlin a Moira Walley-Beckett | 23. května 2010 | 10. března 2013 |
| 31           | 11        | Abiquiu            | Městečko Abiquiu  | Michelle MacLaren | John Shiban a Thomas Schnauz      | 30. května 2010 | 18. března 2013 |
| 32           | 12        | Half Measures      | Polovičaté řešení | Adam Bernstein    | Sam Catlin a Peter Gould          | 6. června 2010  | 24. března 2013 |
| 33           | 13        | Full Measure       | Konečné řešení    | Vince Gilligan    | Vince Gilligan                    | 13. června 2010 | 1. dubna 2013   |

### Čtvrtá řada (2011)
| Č. v seriálu | Č. v řadě | Původní název     | Český název         | Režie             | Scénář                                | Premiéra v USA    | Premiéra v ČR     |
| ------------ | --------- | ----------------- | ------------------- | ----------------- | ------------------------------------- | ----------------- | ----------------- |
| 34           | 1         | Box Cutter        | Řezák krabic        | Adam Bernstein    | Vince Gilligan                        | 17. července 2011 | 11. srpna 2013    |
| 35           | 2         | Thirty-Eight Snub | Krátká osmatřicítka | Michelle MacLaren | George Mastras                        | 24. července 2011 | 18. srpna 2013    |
| 36           | 3         | Open House        | Otevřený dům        | David Slade       | Sam Catlin                            | 31. července 2011 | 25. srpna 2013    |
| 37           | 4         | Bullet Points     | Klíčové body        | Colin Bucksey     | Moira Walley-Beckett                  | 7. srpna 2011     | 1. září 2013      |
| 38           | 5         | Shotgun           | Spolujezdec         | Michelle MacLaren | Thomas Schnauz                        | 14. srpna 2011    | 9. září 2013      |
| 39           | 6         | Cornered          | Zahnán do kouta     | Michael Slovis    | Gennifer Hutchison                    | 21. srpna 2011    | 15. září 2013     |
| 40           | 7         | Problem Dog       | Problémovej pes     | Peter Gould       | Peter Gould                           | 28. srpna 2011    | 23. září 2013     |
| 41           | 8         | Hermanos          | Hermanos            | Johan Renck       | Sam Catlin a George Mastras           | 4. září 2011      | 30. září 2013     |
| 42           | 9         | Bug               | Štěnice             | Terry McDonoug    | Moira Walley-Beckett a Thomas Schnauz | 11. září 2012     | 7. října 2013     |
| 43           | 10        | Salud             | Salud               | Michelle MacLaren | Peter Gould a Gennifer Hutchison      | 18. září 2012     | 14. října 2013    |
| 44           | 11        | Crawl Space       | Úložiště            | Scott Winant      | George Mastras a Sam Catlin           | 25. září 2012     | 21. října 2013    |
| 45           | 12        | End Times         | Konec světa         | Vince Gilligan    | Thomas Schnauz a Moira Walley-Backett | 2. října 2012     | 27. října 2013    |
| 46           | 13        | Face Off          | Ztráta tváře        | Vince Gilligan    | Vince Gilligan                        | 9. října 2012     | 4. listopadu 2013 |

### Pátá řada (2012–2013)

#### První část (2012)
| Č. v seriálu | Č. v řadě | Původní název    | Český název              | Režie             | Scénář               | Premiéra v USA    | Premiéra v ČR   |
| ------------ | --------- | ---------------- | ------------------------ | ----------------- | -------------------- | ----------------- | --------------- |
| 47           | 1         | Live Free or Die | Svobodný život nebo smrt | Michael Slovis    | Vince Gilligan       | 15. července 2012 | 19. května 2014 |
| 48           | 2         | Madrigal         | Madrigal                 | Michelle MacLaren | Vince Gilligan       | 22. července 2012 | 20. května 2014 |
| 49           | 3         | Hazard Pay       | Rizikový příplatek       | Adam Bernstein    | Peter Gould          | 29. července 2012 | 21. května 2014 |
| 50           | 4         | Fifty-One        | Padesát jedna            | Rian Johnson      | Sam Catlin           | 5. srpna 2012     | 23. května 2014 |
| 51           | 5         | Dead Freight     | Mrtvý náklad             | George Mastras    | George Mastras       | 12. srpna 2012    | 25. května 2014 |
| 52           | 6         | Buyout           | Odkup podílu             | Colin Bucksey     | Gennifer Hutchison   | 19. srpna 2012    | 26. května 2014 |
| 53           | 7         | Say My Name      | Řekni mé jméno           | Thomas Schnauz    | Thomas Schnauz       | 26. srpna 2012    | 27. května 2014 |
| 54           | 8         | Gliding Over All | Proplouvání nad tím vším | Michelle MacLaren | Moira Walley-Beckett | 2. září 2012      | 28. května 2014 |

#### Druhá část (2013)
V Česku označeno při vysílání jako šestá řada. 
| Č. v seriálu | Č. v řadě | Původní název | Český název   | Režie             | Scénář               | Premiéra v USA | Premiéra v ČR   |
| ------------ | --------- | ------------- | ------------- | ----------------- | -------------------- | -------------- | --------------- |
| 55           | 9         | Blood Money   | Krvavé peníze | Bryan Cranston    | Peter Gould          | 11. srpna 2013 | 29. května 2014 |
| 56           | 10        | Buried        | Zahrabáno     | Michelle MacLaren | Thomas Schnauz       | 18. srpna 2013 | 30. května 2014 |
| 57           | 11        | Confessions   | Doznání       | Michael Slovis    | Gennifer Hutchison   | 25. srpna 2013 | 1. června 2014  |
| 58           | 12        | Rabid Dog     | Vzteklý pes   | Sam Catlin        | Sam Catlin           | 1. září 2013   | 2. června 2014  |
| 59           | 13        | To'hajiilee   | To'hajiilee   | Michelle MacLaren | George Mastras       | 8. září 2013   | 3. června 2014  |
| 60           | 14        | Ozymandias    | Ozymandias    | Rian Johnson      | Moira Walley-Beckett | 15. září 2013  | 4. června 2014  |
| 61           | 15        | Granite State | Žulový stát   | Peter Gould       | Peter Gould          | 22. září 2013  | 6. června 2014  |
| 62           | 16        | Felina        | Felina        | Vince Gilligan    | Vince Gilligan       | 29. září 2013  | 8. června 2014  |